# Fukusaya
Fukusaya (福砂屋) est une célèbre maison fondée en 1624 à Nagasaki. Elle fabrique des castella, des gâteaux traditionnels japonais. 

## Histoire
En 1624 (la première année de l'ère Kan'ei), le premier Fukusaya (un commerçant qui manipulait du sucre et du riz) commença à fabriquer des nanbangashi comme le castella dont il avait directement appris la recette des Portugais, et inventa le Nagasaki castella.
En 1775 (quatrième année de l'ère An'ei), Otomi a déplacé le magasin de son emplacement original à Funadaikumachi, qui est proche de Maruyama et Tojin Yashiki, alors qu'il était la sixième génération de Daisuke Ichira.
Entré dans l'ère Meiji, Seitaro, la douzième génération, utilise comme marque déposée les chauves-souris, qui sont respectées en Asie comme signe de chance, ainsi que les pêches en Chine. À cette époque, il inventa le Gosanyaki castella, qui contient une grande quantité d'œufs et de sucre et une petite quantité de poudre. De la génération de Seitaro, il a commencé à organiser un « service commémoratif des œufs » une fois par an au temple Shokakuji, qui est un temple familial, chaque mois de mai.
La treizième génération de boutiquiers, Tamesaburo, a connu le privilège de devenir fournisseur impérial, privilège conservé sous chaque empereur. Tamesaburo a créé un castella spécial de « chrysanthème blanc » en utilisant uniquement du blanc d'œuf et du « chrysanthème jaune » en utilisant uniquement du jaune d'œuf.
La production a repris en 1949 (Showa 24) après une interruption pendant et après la Seconde Guerre mondiale. Une succursale a ouvert à Tokyo en 1952 (Showa 27).
En 1977 (52e année de l'ère Showa), achèvement du siège social de l'usine de Tarami suivi d'une ouverture d'une succursale à Fukuoka en 1983 (Showa 58). Achèvement de l'usine d'Omura en 1992.